# Mitch Dielemans
Mitch Dielemans (Geldrop, 6 de enero de 1993) es un deportista neerlandés que compitió en tiro con arco, en la modalidad de arco recurvo.
En los Juegos Europeos de Bakú 2015 consiguió una medalla de bronce en la prueba por equipo. Participó en los Juegos Olímpicos de Río de Janeiro 2016, ocupando el séptimo lugar en la misma prueba.

## Palmarés internacional
| Juegos Europeos | Juegos Europeos   | Juegos Europeos   | Juegos Europeos |
| Año             | Lugar             | Medalla           | Prueba          |
| --------------- | ----------------- | ----------------- | --------------- |
| 2015            | Bakú (Azerbaiyán) | Medalla de bronce | Equipo          |